# موزه ابتیبرگ

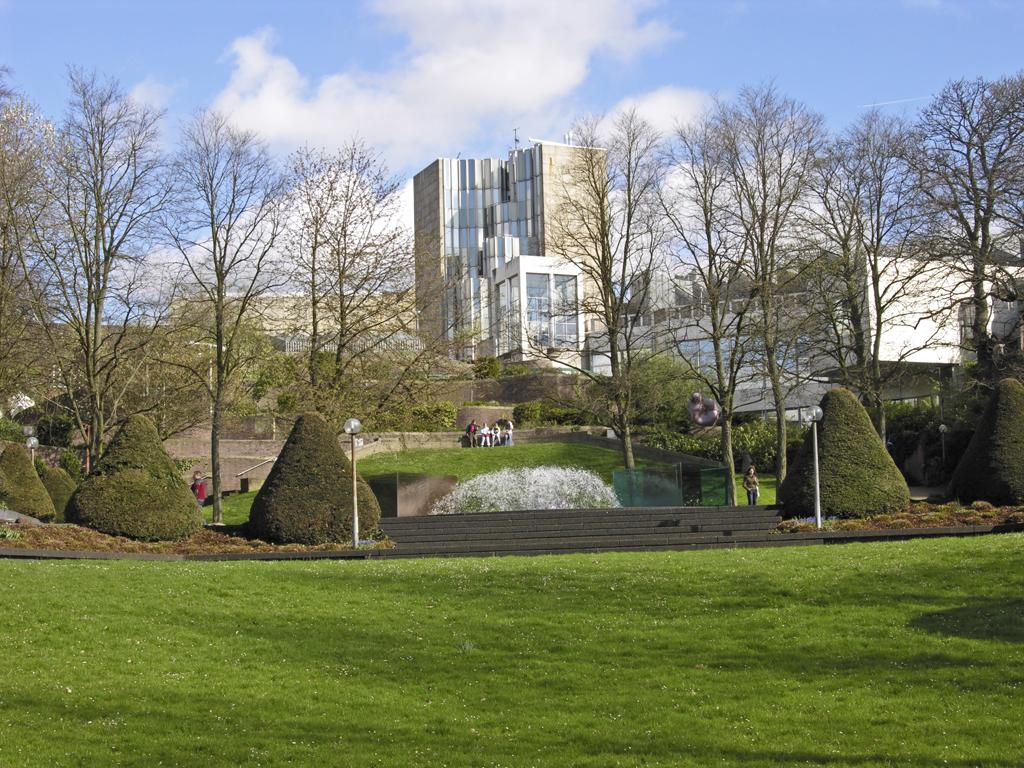
موزه ابتیبرگ

موزه ابتیبرگ (انگلیسی: Abteiberg Museum) یک موزه هنر معاصر در شهر مونشن‌گلادباخ آلمان است. این موزه از دهه ۱۹۷۰ برای نمایش‌های آوان-گارد و تجربی‌اش و همچنین معماری شاخص ساختمان آن شناخته می‌شود که اثر هانس هولاین در نقطهٔ اوج معماری پست‌مدرن است.